# Archibald Campbell, IX conte di Argyll
Archibald Campbell, nono conte di Argyll (Dalkeith, 26 febbraio 1629 – Edimburgo, 30 giugno 1685), è stato un politico e militare scozzese.
Appartenente al nobile clan scozzese Campbell, Archibal Campbell è noto principalmente per essere stato accusato come uno dei maggiori artefici del fallito Rye House Plot, attentato alla vita del re d'Inghilterra Carlo II Stuart e di suo fratello ed erede Giacomo, duca di York. Sventata la congiura, Campbell fu costretto a fuggire nei Paesi Bassi. Alla morte di Carlo II, quando Giacomo II divenne re, gli esuli inglesi nei Paesi Bassi pensarono di poter facilmente deporre il re e di insediare al suo posto James Crofts] duca di Monmouth, figlio illegittimo di Carlo II.
Organizzarono quindi una ribellione armata, nota come ribellione di Monmouth, che si concluse con un totale fallimento. Il conte fu catturato presso il piccolo villaggio scozzese di Inchinnan il 18 giugno 1685. Portato prigioniero presso Edimburgo, venne condannato a morte per tradimento il 30 giugno.

## Biografia

### I primi anni e l'inizio della carriera
Archibald Campbell nacque nel 1629 a Dalkeith, in Scozia, figlio di Archibald Campbell, I marchese di Argyll e pertanto sin dalla nascita ebbe il titolo di cortesia di Lord Lorne.
Intrapresa la carriera militare, divenne colonnello negli anni della guerra civile venendo unito alle Foot Guards e con esse combattendo nella Battaglia di Dunbar del 1650 e nella Battaglia di Worcester nel 1651, sempre al fianco di Carlo II che lo ricompensò nel 1650 della nomina a capitano delle sue guardie personali, preposte alla cura personale della sicurezza del sovrano. Carlo II si era largamente legato a lord Lorne malgrado l'opposizione che gli muoveva il clero presbiteriano scozzese per la sua fede anglicana. Lorne fu presente col suo reggimento alla Battaglia di Dunbar il 3 settembre 1650 e dopo anche la battaglia di Worcester egli si unì a Glencairn, nelle highlands, con 700 fanti e 200 cavalieri, nell'inverno del 1653, e con lui si preparò ad invadere le lowlands da Ruthven, ottenendo il brevetto di tenente generale. A causa dei numerosi contrasti con Glencairn, Lorne abbandonò ben presto le truppe comandate da Glencairn dopo aver scritto una lettera piena di rimostranze nei confronti del suo comandante al re in persona. Questa lettera, intercettata, aveva mandato su tutte le furie Glencairn che aveva dato ordine di arrestare lord Lorne.
Nel maggio del 1654 Cromwell pubblicò la sua ‘Ordinance of Pardon and Greace to the Peopell of Scotland;' Lorne fu tra le numerose eccezioni ed iniziò sempre più a legarsi agli ambienti repubblicani, riconciliandosi con suo padre ed incontrando il dittatore inglese in più occasioni, senza mai comunque esplicitare eccessivamente questi suoi legami.

## Conte di Argyll
Nel 1663, Archibald divenne il IX conte di Argyll (la contea venne restaurata in quell'anno dopo che due anni prima era stata soppressa con l'esecuzione di suo padre, per tradimento nei confronti del sovrano). Egli venne quindi eletto nell'ottobre del 1663 alla carica di Membro della Royal Society. Contestualmente con patente del 16 ottobre di quell'anno egli riottenne dal governo inglese tutti i titoli e le proprietà che già erano state della sua famiglia, allontanando da sé anche le pericolose accuse di sospetto di collaborazionismo con i repubblicani inglesi.
Per il nuovo conte di Argyll il problema principale rimaneva comunque l'estrema mancanza di denaro ed il susseguirsi di debiti che avevano investito la sua famiglia negli anni. Il 29 aprile 1664 il conte di Argyll venne inserito quale membro del Consiglio Privato di Scozia.
Nel maggio del 1665 lo ritroviamo nell'intento di disarmare i Covenanters a Kintyre. Egli rimase poi per la maggior parte del tempo a Inverary nella sua residenza di famiglia, esercitando il suo incarico ereditario di gran giustiziere dell'area, mediando i conflitti tra i capiclan locali.

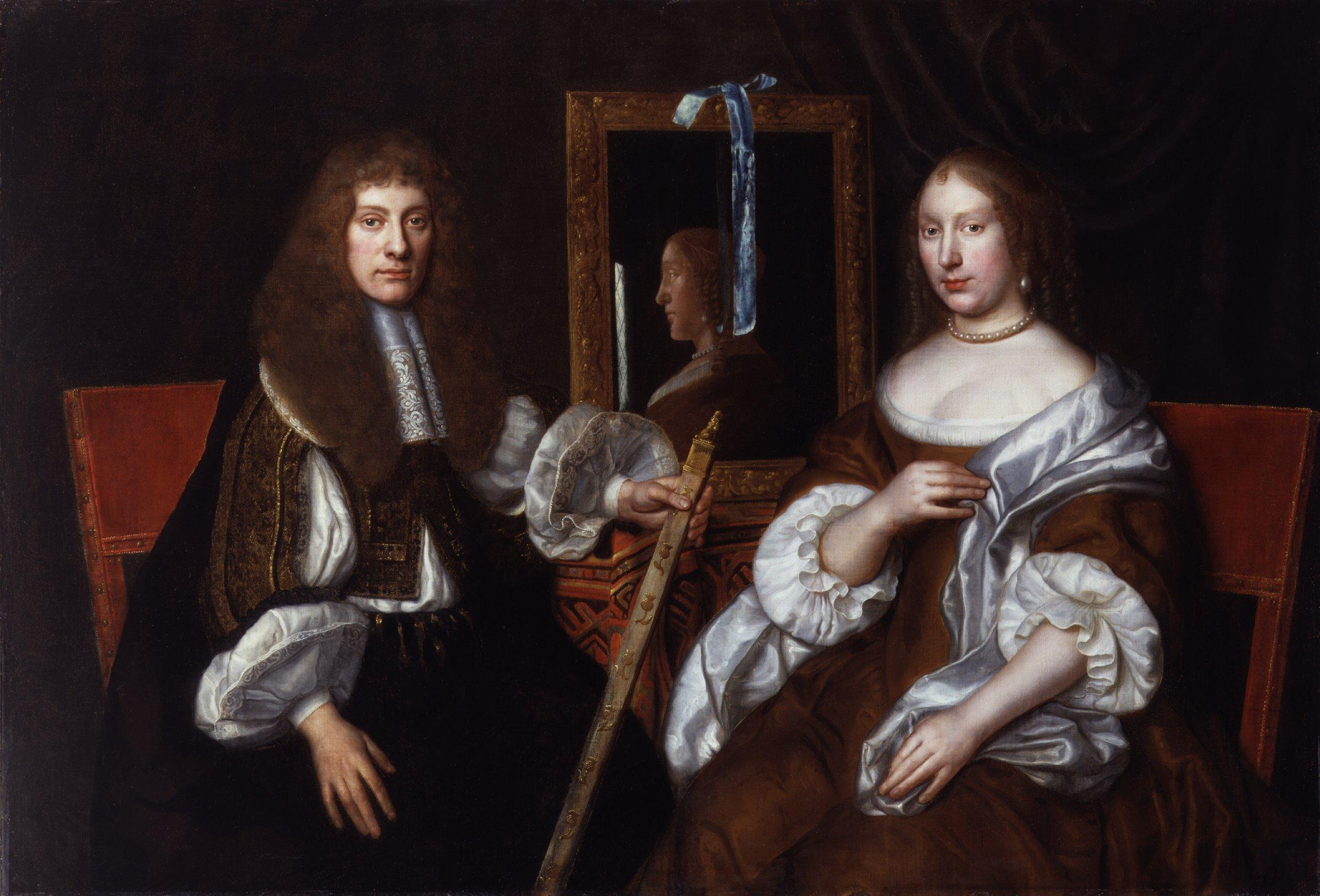
Archibald Campbell, IX conte di Argyll, con la sua seconda moglie Anna.

Nel maggio del 1668 la prima moglie del conte di Argyll morì e poco, il 28 gennaio 1670 egli si risposò in seconde nozze con Anna Seaforth, vedova di lord Balcarres.
Argyll, che pure era politicamente avverso a continuare la persecuzione dei Convenanters, ottenne dal consiglio privato l'ordine di continuare in quest'opera nelle terre sotto la sua giurisdizione, pur supportando personalmente misure moderate.

## Matrimoni

### Primo Matrimonio
Sposò, il 13 maggio 1650, Lady Mary Stuart (1628-1668), figlia di James Stuart, IV conte di Moray. Ebbero sette figli:
- Lady Jaen (?-31 luglio 1712), sposò William Kerr, II marchese di Lothian, ebbero cinque figli;
- Lady Anne (?-18 settembre 1734), sposò in prime nozze Richard Maitland, IV conte di Lauderdale, non ebbero figli, e in seconde nozze Charles Stuart, VI conte di Moray, non ebbero figli;
- Mary;
- Archibald Campbell, I duca di Argyll (25 luglio 1658-25 settembre 1703);
- Lord John (1659-7 aprile 1729), sposò Elizabeth Elphinstone, ebbero cinque figli;
- Lord Charles (1660-?), sposò in prime nozze Lady Sophia Lindsay, non ebbero figli, e in seconde nozze Betty Bowles, non ebbero figli;
- Lord James (1661-?), sposò in prime nozze Mary Whartonm, non ebbero figli, e in seconde nozze Margaret Leslie, non ebbero figli.

### Secondo Matrimonio
Sposò, il 28 giugno 1670, Lady Anne Mackenzie (?-2 maggio 1707), figlia di Colin Mackenzie, I conte di Seaforth. La coppia non ebbe figli.

## La caduta
Il 12 aprile 1679, come conseguenza del Popish Plot, il conte di Argyll ricevette il compito speciale di mettere in sicurezza le highlands, disarmare tutti i cattolici, specialmente quei capi tribù sospettati di essere dei papisti. Per questo proposito egli oppose resistenza armata agli sceriffi di Dumbarton e Bute, ricevendo però ben presto l'ordine di rientrare nella sua sede. Nel 1680, Giacomo, duca di York divenne gran commissario per la Scozia, e tenne una sessione di parlamento nel 1681 alla quale presenziò lo stesso conte di Argyll. La posizione del conte di Argyll come uno dei principali giudici ereditari, lo rendeva uno degli uomini più potenti della parte occidentale della Scozia e come tale egli era sempre visto con successo in quanto fautore di una latente politica indipendentista presso i propri domini. La presenza di Giacomo fu dunque orientata a garantire la fedeltà di Archibald Campbell il quale, sentendosi isolato nel proprio potere, rassicurò il giovane principe nelle sue intenzioni favorevoli alla corona e scrisse una lettera a re Carlo, nella quale gli riconosceva i diritti divini al trono. Giacomo, tendeva ad ogni modo a non fidarsi del conte di Argyll, e decise di estrometterlo dalla sua posizione nel Consiglio della corona scozzese.
L'ostinazione di Giacomo nel ritenere la figura del conte di Argyll troppo potente anche in virtù delle sue future ambizioni alla corona ed il permanere dello stesso conte nella fede anglicana, fecero sì che egli si trovò a dover comparire presso una corte di giudizio per tradimento nei confronti della corona. Re Carlo da Londra, imboccato dal fratello, aveva dato il proprio assenso alla prosecuzione del processo ed aveva richiesto che la corte si pronunciasse con una sentenza, ma che l'eventuale esecuzione avrebbe dovuto essere sospesa sino a suo nuovo ordine. Nel frattempo tutte le sue proprietà vennero confiscate al governo.

## La fuga e l'esilio
Alla fine del 1681 il conte di Argyll si trovava nelle segrete del Castello di Edimburgo, in attesa dell'imminente morte. Il 20 dicembre di quell'anno, ad ogni modo, egli ricevette la visita dell'amica Sophia Lindsay, la quale aveva portato con sé un paggio. Giunti in cella, il conte di Argyll scambiò le proprie vesti con quelle del paggio e poté lasciare il castello senza essere riconosciuto. On reaching the custom-house he slipped quietly off, into one of the narrow wynds adjacent.
Giunto a Londra, il conte di Argyll si rifugiò presso Mrs. Smith, moglie di un ricco venditore di zucchero, spostandosi successivamente a casa del maggiore Abraham Holmes. Dopo qualche tempo, si trasferì in campagna presso la residenza di Mrs. Smith a Brentford. La corte, in realtà, non fece grandi sforzi per catturarlo e gli venne lasciata pertanto ampia possibilità di fuga. Nel 1682 lo ritroviamo in Svizzera, per poi fare ritorno a Londra ove si incontrò con Arthur Forbes, I conte di Granard.
Nel giugno del 1683, quando Baillie di Jerviswood ed altri vennero arrestati a seguito del Rye House plot, alcune lettere del conte di Argyll vennero ritrovate tra le loro carte, in codice. Venne quindi arrestato Abraham Holmes ed interrogato il 28 giugno 1683 dato che egli aveva inviato lettere in risposta ad alcune ricevute dal conte di Argyll. Ma ormai Argyll era di stanza nei Paesi Bassi ed appariva difficile riuscire ad espatriarlo.

## La "spedizione Argyll" e la morte
All'epoca della Ribellione di Monmouth contro Giacomo VII nel 1685, Argyll venne nominato generale delle forze che avrebbero invaso la Scozia in supporto ai ribelli locali contro il re inglese, il 17 aprile 1685.
Il conte di Argyll si spostò dunque dalla Frisia a Rotterdam dopo la notizia della sua nomina a comandante e fu presente ad una riunione di patrioti scozzesi tenutasi ad Amsterdam proprio nella data del 17 aprile, nella quale venne decisa l'immediata invasione della Scozia, pur rimanendo tra coloro che pretesero che Monmouth, in caso di successo della ribellione, avrebbe dovuto astenersi dal prendere per sé la corona. Egli raccolse pertanto soldi per la spedizione e precisamente 10.000 sterline da una nobildonna inglese esiliata ad Amsterdam e 1.000 sterline da John Locke. Egli salpò da Le Vlie nella notte tra il 1º maggio ed il 2 maggio 1685 con circa trecento uomini caricati su tre piccole imbarcazioni, accompagnato da Patrick Hume, John Cochrane, John Ayloffe e Richard Rumbold. L'armata ancorò a Cariston presso le isole Orcadi il 6 maggio successivo. Non appena sbarcati, Campbell inviò in avanscoperta il proprio segretario che venne immediatamente arrestato dalle truppe del vescovo locale.
Il piano venne così scoperto e Argyll decise di riprendere la via del mare, ma solo per costeggiare quelle terre in sicurezza e raggiungere il Sound of Mull.
Giunto a Campbeltown Argyll fece una dichiarazione che espresse chiaramente i motivi della sua lotta: il duca di York, Giacomo, aveva causato la morte del sovrano Carlo II e il duca di Monmouth ne era quindi l'erede meritevole.
A Tarbet, le armate del conte di Argyll vennero raggiunte da quelle di sir Duncan Campbell, di molto più ampie. Egli si soffermò dunque per tre giorni all'Isola di Bute e quindi si portò verso Corval, nell'Argyllshire. Dopo un breve raid a Greenock, egli si mosse verso Inverary, ma l'improvvisa comparsa di due fregate inglesi lo costrinsero a ripiegare sul castello di Ellangreig. Egli riuscì a conquistare con le sue truppe il Castello di Ardkinglass, ma dovette rinunciare all'assedio di Inverary, facendo ancora una volta ritorno a Ellangreig. Egli propose dunque di attaccare le due fregate inglesi, ma i suoi uomini iniziarono ad ammutinarsi. La guarnigione di Ellangreig disertò le sue armate e gli inglesi riuscirono a cannoneggiare l'area, prendendo il castello di Ellangreig e catturando lo stendardo del conte di Argyll, sul quale stava scritto "Per Dio e la Religione, contro il Papismo, la Tirannia, il Governo arbitrario e l'Erastianismo".

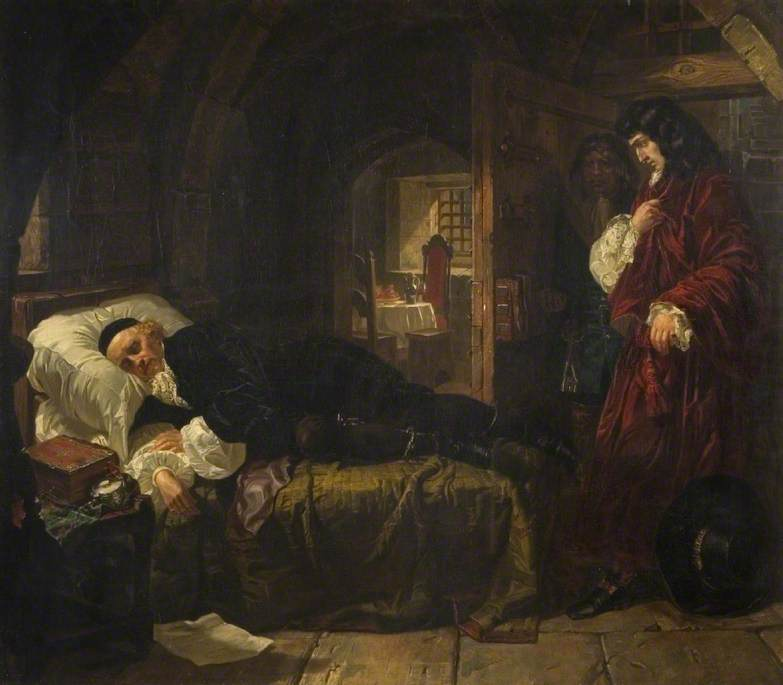
L'ultima notte di Argyll, dipinto di età vittoriana

Accampatosi presso Dumbarton, il conte di Argyll era sul punto di scontrarsi direttamente sul campo con le truppe reali, ma i ribelli al suo fianco si ritiraron verso Glasgow. Egli attravwerso il fiume Clyde a Renfrew con cinquecento uomini al suo comando e dopo un breve scontro con le truppe comandate da William Cleland, il conte di Argyll si ritrovò solo col figlio John e tre amici di fiducia. Per sfuggire alla cattura, i cinque si separarono e solo il maggiore Fullarton rimase al fianco del conte.
Il conte di Argyll, dopo altri piccoli scontri, venne preso prigioniero il 18 giugno. Da Renfrew egli venne spedito a Glasgow ed il 20 giugno giunse ad Edimburgo, ove venne portato al locale castello e messo ai ferri nelle prigioni di stato.
Il 30 giugno 1685 il conte di Argyll venne giustiziato, come suo padre, per decapitazione ad Edimburgo.